# Gergana Slavtcheva
Gergana Slavtcheva (en bulgare Гергана Славчева), née le 20 octobre 1979 à Sofia, est une joueuse bulgare de basket-ball, évoluant au poste d'ailière.

## Club
| Saisons   | Équipe                                      | Pays       |
| 1998-2002 | Université internationale de Floride (NCAA) | États-Unis |
| 2003      | Mercury de Phoenix (WNBA)                   | États-Unis |
| 2003-2005 | Basket Spezia Club                          | Italie     |
| 2005-2006 | ASD Vicenza                                 | Italie     |
| 2006-2007 | Tarbes GB                                   | France     |
| 2007-2009 | Pool Comense                                | Italie     |
| 2010-2011 | Trogylos Priolo                             | Italie     |
| Dep. 2011 | ASD Basket Parme                            | Italie     |

## Palmarès

### Distinction personnelle
- Choisie en 30e position lors de la draft 2002 par les Los Angeles Sparks